# Ledai Lénárt
Ledai Lénárt (Oszlány, 1708. – Privigye, 1780. június 4.) piarista áldozópap és tanár.

## Élete
Miután 1726-ban a rendbe lépett és tanulmányait befejezte, próbaéves tanár volt. 1733-ban báró Falkenstein Béla csanádi püspök miséspappá szentelte fel. Gimnáziumi tanár volt Győrött (1734), Privigyén, Korponán, Nagykárolyban, Kecskeméten és Pozsonyszentgyörgyön; ezután a győri püspöki líceumban a bölcseletet, majd Nyitrán a rend növendékeinek a teológiát, utóbb ugyanezt a váci papnevelőben adta elő. 1742-ben a nyitrai társház és a gimnázium igazgatását bízták rá, mellyel a konviktus vezetése is egybe volt kötve. 1749. augusztus 3-5-én a Calasanti beatificatiója emlékezetére Nyitrán rendezett ünnepélyes szertartás vezetője volt.

## Művei
Latin költeményei Halapi Konstantinhoz és másokhoz intézve megjelentek nyomtatásban.
Munkák, melyek kiadását ő eszközölte:
- Guevera, Antonius, Horologium Principum cum vita M. Aurelii, notalis, selectissimisque sententiis auxit & illustravit. Jaurini, 1742
- Pelzhofer, Franc., Alb., Lacon politicus ... Posonii, 1746
- Acta et Scripta Patrum I. et II. saeculi annotationibus illustrata, occasione disputationis theologicae Nitriae auditoribus distributa. Tyrnaviae, 1748-49, két kötet